# Nectria ocellata
Nectria ocellata är en sjöstjärneart som beskrevs av Perrier 1875. Nectria ocellata ingår i släktet Nectria och familjen ledsjöstjärnor. Inga underarter finns listade i Catalogue of Life.